# "Operation Provide Comfort
Operation Provide Comfort" war eine multinationale Militäroperation, die im April 1991 begann, um Flüchtlinge, insbesondere Kurden, nach dem Golfkrieg zu unterstützen und zu schützen. Die Operation umfasste humanitäre Hilfe, wie die Verteilung von Lebensmitteln und medizinischer Versorgung, sowie Sicherheitsmaßnahmen, darunter eine Flugverbotszone über Nordirak, um Angriffe des irakischen Militärs zu verhindern. Die humanitäre Phase der Operation endete 1996, während die Sicherheitsaspekte unter der Operation Northern Watch fortgesetzt wurden. 
Hintergrund:
Nach dem Zweiten Golfkrieg flohen viele irakische Kurden aus Angst vor Vergeltungsmaßnahmen der irakischen Regierung in die Türkei und den Iran. Dies führte zu einer humanitären Krise, da die Flüchtlinge dringend Nahrung, Wasser, Unterkunft und medizinische Versorgung benötigten. 
Ziele der Operation:
- Humanitäre Hilfe:  Bereitstellung von Nahrung, Wasser, medizinischer Versorgung und Unterkünften für Flüchtlinge.
- Schutz:  Einrichtung und Durchsetzung einer Flugverbotszone über Nordirak, um irakische Militärflugzeuge am Überfliegen zu hindern und kurdische Gebiete zu schützen.
- Unterstützung der kurdischen Autonomie:  Die Operation trug zur Stärkung der kurdischen Autonomie in Nordirak bei, indem sie den Aufbau von Institutionen und die Rückkehr von Flüchtlingen unterstützte.

Beteiligte Nationen:
Die Operation wurde von den USA angeführt, mit Beteiligung von mehreren anderen Ländern, darunter Großbritannien, Frankreich, Kanada und anderen NATO-Staaten. 
Ende der Operation:
Die humanitäre Phase der Operation Provide Comfort endete 1996, als die meisten Flüchtlinge in ihre Heimat zurückgekehrt waren oder in anderen Ländern eine neue Bleibe gefunden hatten. Die Sicherheitsaspekte, insbesondere die Flugverbotszone, wurden unter der Operation Northern Watch fortgesetzt.